# Nizar Trabelsi
Nizar ben Abdelaziz Trabelsi (Arabisch: نزار بن عبد العزيز الطرابلسي) (Sfax, 2 juli 1970) is een Tunesisch voormalig voetballer en een veroordeelde terrorist, die een aanslag beraamde op de luchtmachtbasis van Kleine-Brogel in België.

## Voetbalcarrière
Trabelsi zag in 1978 op televisie hoe Tunesië tijdens het wereldkampioenschap voetbal in Argentinië 3-1 scoorde tegen Mexico en een gelijkspel behaalde tegen wereldkampioen Duitsland. Daarop besloot hij voetballer te worden.
In 1988 verliet Trabelsi, dan lid van het Olympisch elftal van zijn land, Tunesië. In het voorjaar van 1989 werd hij getest bij Standard Luik, en afgewezen. Vervolgens speelde Trabelsi als semi-prof bij Fortuna Düsseldorf, in 1990 bij SV Wuppertal, en in 1994 bij VfR Neuss.
Trabelsi raakte verslaafd aan cocaïne, werd diverse malen veroordeeld, en voetbalde niet meer sinds 1995. Hij reisde onder meer naar Londen en Afghanistan. Hij ontmoette in Kandahar Osama bin Laden, en werd een van de belangrijkste luitenants van Al Qaida in Europa.

## Aanhouding en veroordeling
Trabelsi werd op 13 september 2001 in een flat in Ukkel (België) gearresteerd. In de flat werden onder meer valse paspoorten, een vervalst rijbewijs en een machinepistool gevonden. Op 30 september 2003 werd hij veroordeeld tot 10 jaar gevangenisstraf wegens het beramen van een aanslag op de Belgische vliegbasis Kleine-Brogel in het kader van terroristische activiteiten van Al Qaida. Hij werd ook verdacht van de voorbereiding van een zelfmoordaanslag op de Amerikaanse ambassade in Parijs.
De Belgische autoriteiten hielden op 21 december 2007 veertien personen aan en verscherpten veiligheidsmaatregelen na een terroristische dreiging. De veertien verdachten zouden van plan zijn geweest om Trabelsi uit een gevangenis in Brussel te bevrijden. Bij die actie zouden ze explosieven en wapens hebben willen gebruiken. Die middelen kon de politie niet vinden en daarom werd voor een aanslag gevreesd. De veiligheidsmaatregelen golden op plekken waar veel mensen samenkomen, zoals op kerstmarkten, in de metro en op luchthavens. Op last van de onderzoeksrechter werden alle verdachten de volgende dag vrijgelaten.

## Uitlevering en mogelijke vrijlating
In 2008 dienden de Verenigde Staten een verzoek in tot uitlevering van Trabelsi.  De raadkamer van Nijvel verwierp dit in juni 2012. In augustus 2012 besliste de raadkamer van Hasselt om Trabelsi voorwaardelijk vrij te laten, maar hiertegen werd meteen beroep aangetekend door het federaal parket. De kamer van inbeschuldigingstelling in Antwerpen wees daarop de vrijlating af, zodat Trabelsi in de cel bleef. Ook in september 2013 werd zijn verzoek tot vrijlating afgewezen, ditmaal door de Brusselse kamer van inbeschuldigingstelling.
Trabelsi verzette zich tegen een mogelijke uitzetting door te stellen dat het akkoord tussen België en de VS het Europees Verdrag voor de Rechten van de Mens zou schenden. Door zijn uitlevering zou hij blootgesteld worden aan onmenselijke en vernederende praktijken. De zaak werd in september 2009 aanhangig gemaakt bij het Europees Hof voor de Rechten van de Mens, dat in juli 2012 de zaak verdaagde in afwachting van een uitspraak van de Belgische Raad van State.
In september 2013 verwierp de Raad van State het argument van de onmenselijke en vernederende praktijken omdat het niet vaststond dat Trabelsi slecht zou behandeld worden, aangezien de VS garanties hadden gegeven in verband met de omstandigheden waarin Trabelsi zou opgesloten en berecht worden. Zo beloofden de Amerikaanse autoriteiten dat Trabelsi niet zou berecht worden voor een bijzondere rechtbank, maar voor de federale rechtbank. Trabelsi kon evenmin aantonen dat hij in de VS geen kans zou maken op strafvermindering.
Begin oktober 2013 raakte bekend dat Trabelsi zou uitgeleverd worden aan de VS. De Verenigde Staten garanderen dat zijn zaak enkel door een rechtbank van algemeen recht behandeld zal worden, en niet door een militaire rechtbank of een uitzonderingsrechtbank. Ook gaf Washington de garantie dat hij niet tot de doodstraf zou veroordeeld worden. Daarnaast zou hij ook niet uitgeleverd worden aan een derde land zonder toelating van België, dus ook niet aan Tunesië dat al jaren om de uitlevering van Trabelsi vraagt.
Na het vertrek van Trabelsi in oktober 2013 met een Amerikaans legervliegtuig, oordeelde een Brusselse rechter dat de uitlevering niet toegestaan mocht worden, omdat ze eerder al opgeschort was door het Europees Hof voor de Rechten van de Mens. Dit was door de Belgische regering echter genegeerd. Hiertegen protesteerden de Ligue des Droits de l'Homme en Amnesty International. Ook de Association syndicale des magistrats, met alleen leden in Franstalig België, veroordeelde de uitlevering als een schending van de mensenrechten.
Op 4 september 2014 oordeelde het Europees Hof voor de Rechten van de Mens dat de uitlevering aan de Verenigde Staten in strijd was geweest met het Europees Verdrag voor de Rechten van de Mens. In mei 2016 werd bekend dat de Belgische staat bijna 79.000 euro schadevergoeding aan Trabelsi betaald heeft. De schade-uitkering bedroeg 90 duizend euro waar zijn uitstaande schulden op in mindering gebracht werden. Het proces in Amerika dat gepland stond werd uitgesteld door een uitspraak van het Hof van Beroep van Brussel, dat in 2025 oordeelde dat België hem niet had mogen uitleveren. De Verenigde Staten wou Trabelsi berechten voor een beraming van een aanslag op Amerikaanse militairen op de vliegbasis van Kleine-Brogel, maar men kan niet twee keer voor dezelfde feiten worden veroordeeld volgens het juridisch principe non bis in idem. In 2023 sprak de Amerikaanse rechtbank hem vrij van alle beschuldigingen. Hij kwam terecht in een gesloten centrum voor illegalen in Farmville, afwachtend op uitzetting uit de VS.
Op 8 augustus 2025 werd Trabelsi uiteindelijk terug uitgeleverd aan België na 12 jaar in Amerikaanse hechtenis. Hij werd er opgesloten in een gesloten centrum in afwachting van een bedoeld terugkeer naar Tunesië.

## Privéleven
Trabelsi is in 1990 getrouwd en heeft één dochter.